# Bảo tàng nghệ thuật Tokyo Metropolitan Teien
Bảo tàng nghệ thuật Tokyo Metropolitan Teien (東京都庭園美術館 Tōkyō-to Teien Bijutsukan) là một bảo tàng nghệ thuật ở Tokyo, Nhật Bản.
Bảo tàng nằm ở phường Minato, ngay phía đông ga Meguro. Tòa nhà Art Deco, hoàn thành vào năm 1933, có nội thất được thiết kế bởi Henri Rapin và các phần bằng kính được thực hiện bởi René Lalique.

## Lịch sử
Tòa nhà Bảo tàng Nghệ thuật Tokyo Metropolitan Teien trước đây là nơi ở của Hoàng tử Asaka Yasuhiko và gia đình từ năm 1933 đến 1947. Hoàng tử, người học tại École Spéciale Militaire de Saint-Cyr ở Pháp, và đã đến Hoa Kỳ vào năm 1925, rất say mê phong trào Art Deco. Khi trở về Nhật Bản, ông đã ủy thác xây dựng nhà riêng của mình theo phong cách này. Mặc dù nhiều nội thất được thiết kế theo kế hoạch được đệ trình bởi Henri Rapin, kiến trúc sư chính của tòa nhà được ghi nhận là Gondo Yukichi của Cục Công trình thuộc Cơ quan nội chính Hoàng gia Nhật Bản.
Sau Thế chiến II, tòa nhà đóng vai trò là nơi ở chính thức của Thủ tướng (1947-1950) và là Nhà khách của Chính phủ (1950-74). Khu nhà này lần đầu tiên được mở cửa cho công chúng như một bảo tàng vào năm 1983. Đây là một trong nhiều bảo tàng của Nhật Bản được hỗ trợ bởi chính quyền tỉnh. Teien có nghĩa là khu vườn Nhật Bản, và bảo tàng được đặt tên như vậy bởi vì tòa nhà được bao quanh bởi một khu vườn và các tác phẩm điêu khắc.

## Cơ sở hiện tại
Sau khi tiến hành cải tạo mở rộng vào năm 2013, bảo tàng đã được mở cửa trở lại vào tháng 11 năm 2014. Phần trùng tu của bảo tàng, được thiết kế với sự hợp tác của Hiroshi Sugimoto bao gồm các khu triển lãm hiện đại, một quán cà phê và cửa hàng bảo tàng.

## Hình ảnh

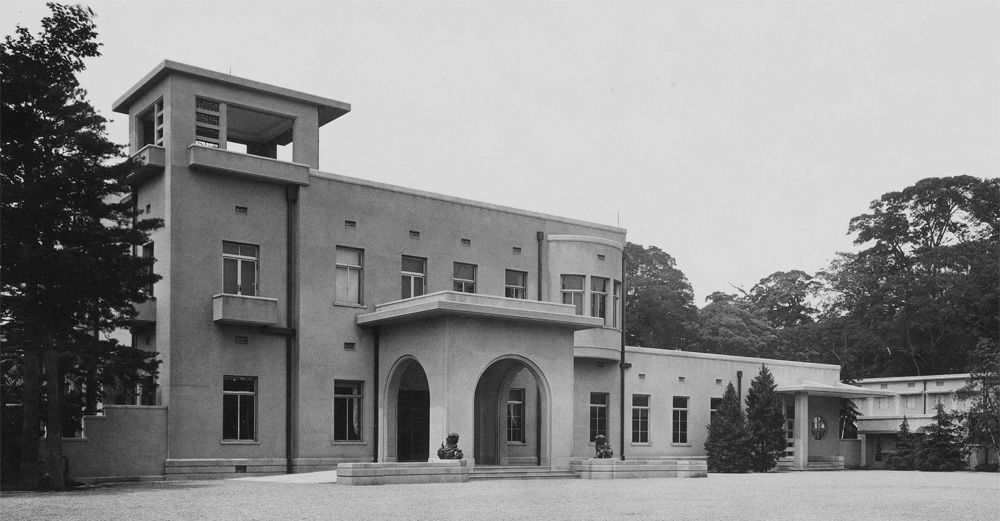
Tòa nhà riêng Hoàng tử Asaka
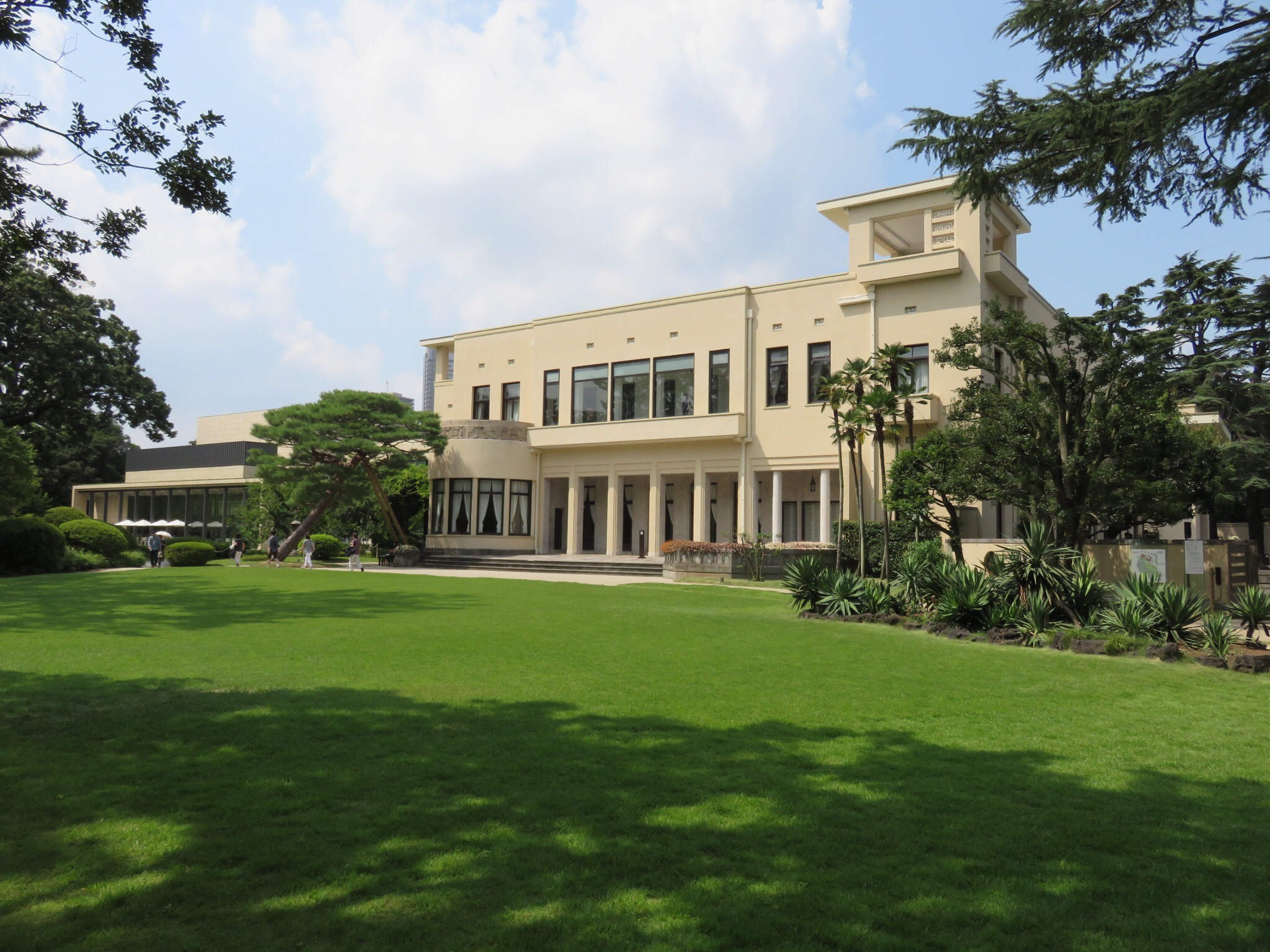
Bảo tàng Teien từ vườn
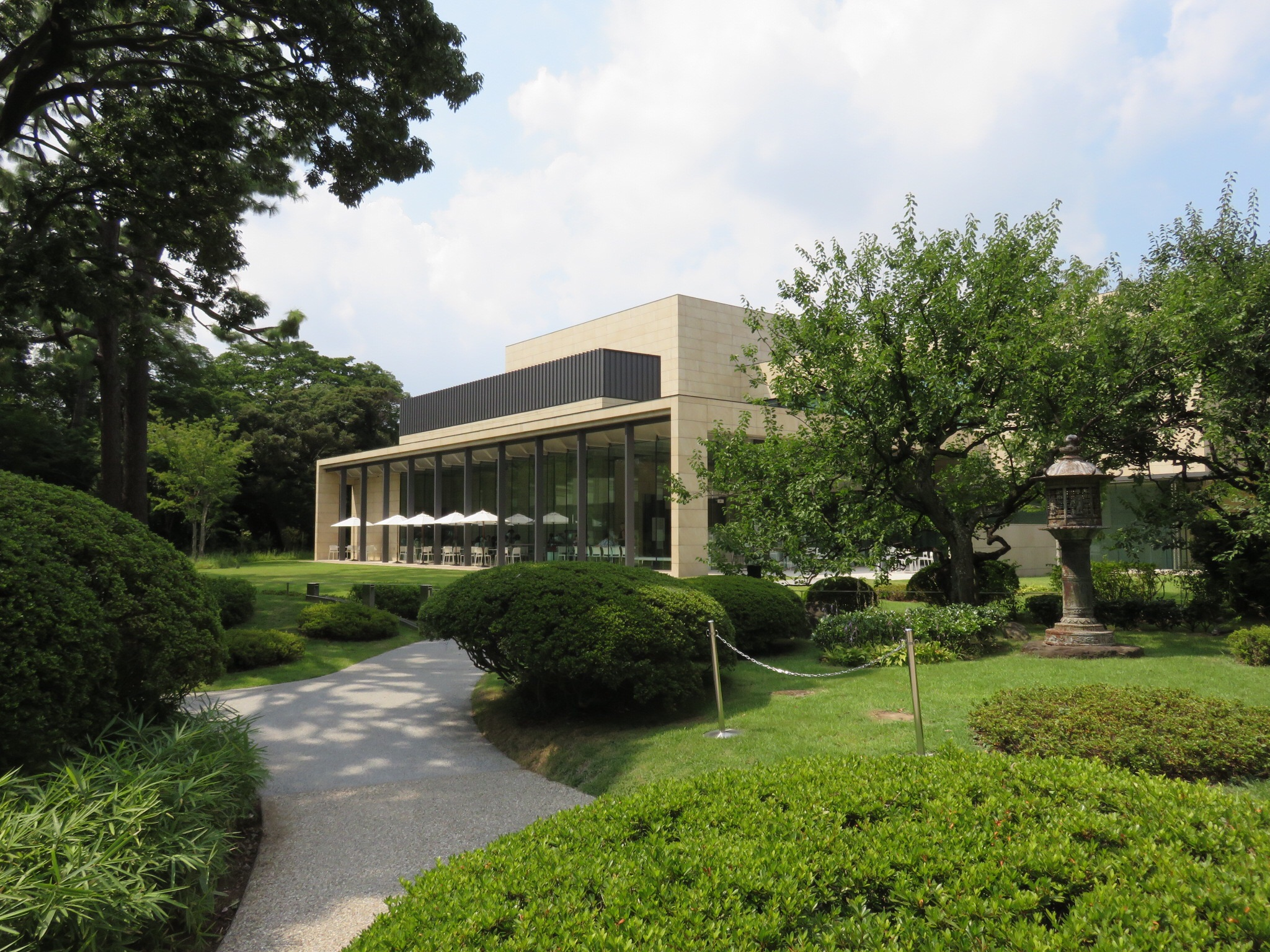
Bảo tàng Teien (hoàn thành 2014)
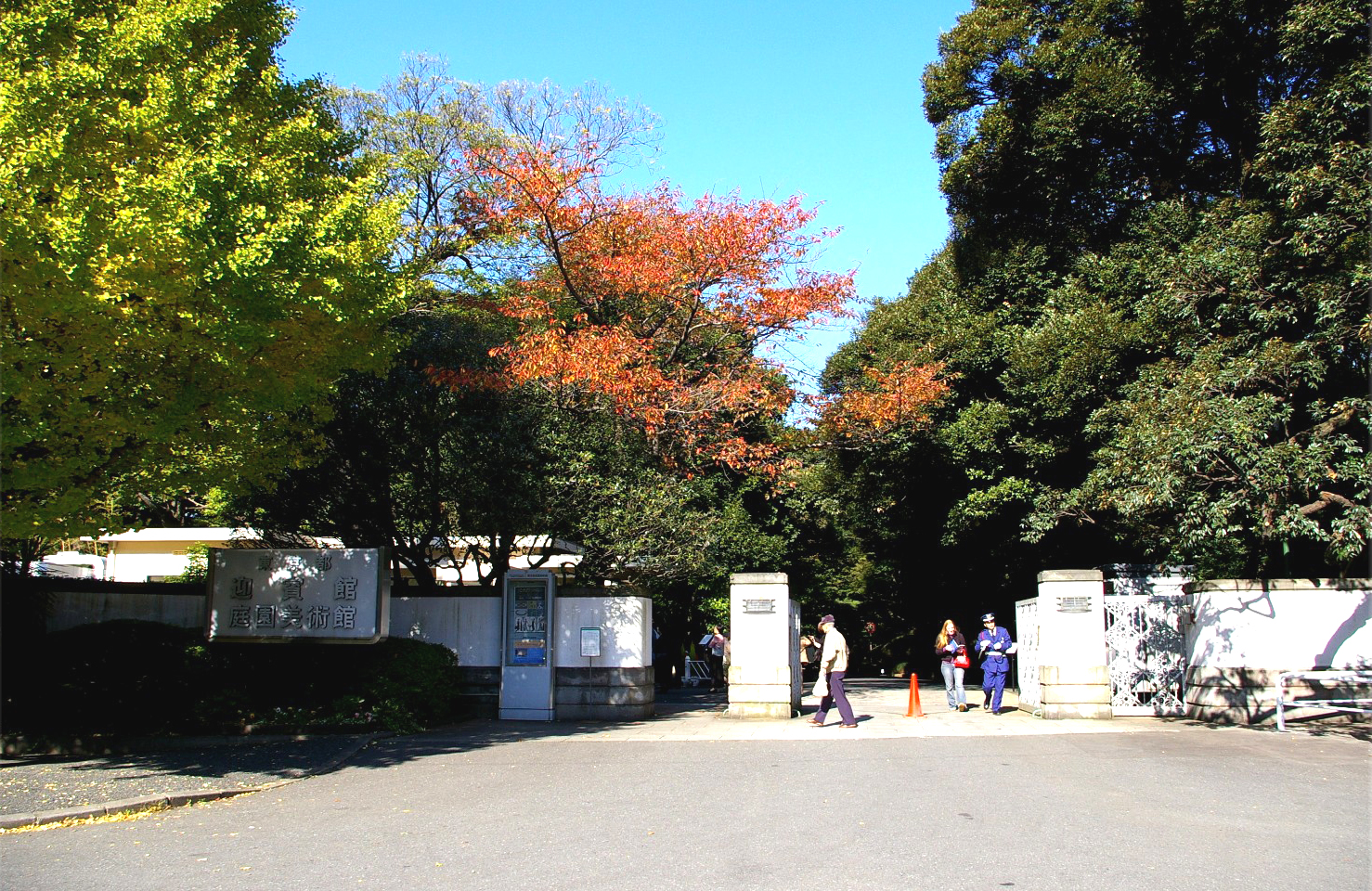
Lối vào bảo tàng

## Liên kết
- Tokyo Metropolitan Teien Art Museum: General information, website tiếng Anh.